# Рочко Поље
Рочко Поље (итал. Poglie di Rozzo) је насељено место у унутрашњости Истарске жупаније, Република Хрватска. Административно је у саставу града Бузета.

## Географија
Насеље Рочко Поље се налази крај Роча на 400 м надм. висине. Настало је груписањем засеока Бортуласи, Главићи, Грабри, Павлетићи, Премци, Жулићи и др. Налази се крај пута Бузет—Лупоглав, уз ивицу плодног поља под Ћићаријским гребеном, где се с Ћићарије спушта пут између средњовековних насеља Чрниград и Белиград.

## Историја
Ово подручје је у било насељено у праисторији и антици, Рочко Поље је кроз историју припадало Рочу. Покрај пута је једнобродна црква Светог Рока, изграђена 1860. на месту где је била стара црква. У цркву је узидано неколико античких рељефа, а има и античких натписа романизованог аутохтоног становништва с истарским именима, нпр. надгробна стела Петронија Волтимесија, која се налази у рочком лапидаријуму.

## Становништво
На попису становништва 2011. године, Рочко Поље је имало 173 становника.
Становници се баве традиционалном пољопривреда|пољопривредом и сточарством. Према попису становништва из 2001. године у насељу Рочко Поље живело је 186 становника који су живели у 53 породична домаћинства.
Кретање броја становника по пописима 1857—2001.
| година пописа  | 1857. | 1869. | 1880. | 1890. | 1900. | 1910. | 1921. | 1931. | 1948. | 1953. | 1961. | 1971. | 1981. | 1991. | 2001. |
| бр. становника | 292   | 316   | 381   | 412   | 454   | 478   | 0     | 0     | 307   | 305   | 277   | 235   | 202   | 200   | 186   |

Напомена:У 1921. и 1931. подаци су садржани у насељу Роч.

## Попис1991.
На попису становништва 1991. године, насељено место Рочко Поље је имало 200 становника, следећег националног састава:
| Попис 1991.‍  | Попис 1991.‍  | Попис 1991.‍ | Попис 1991.‍ | Попис 1991.‍ |
| ------------ | ------------ | ----------- | ----------- | ----------- |
|              |              |             |             |             |
| Хрвати       | Хрвати       |             | 103         | 51,50%      |
| Италијани    | Италијани    |             | 2           | 1,00%       |
| Југословени  | Југословени  |             | 1           | 0,50%       |
| Словенци     | Словенци     |             | 1           | 0,50%       |
| неопредељени | неопредељени |             | 7           | 3,50%       |
| регион. опр. | регион. опр. |             | 85          | 42,50%      |
| непознато    | непознато    |             | 1           | 0,50%       |
| укупно: 200  |              |             |             |             |